# Josep Graell i Pons
Josep Graell i Pons (Barcelona, 31 de març de 1889 - Barcelona, 18 de març de 1917) fou un futbolista català de la dècada de 1900.

## Trajectòria
Va néixer al carrer Aribau de Barcelona, fill de Ramon Graell i Buchaca, natural de Gavarra, i d'Antònia Pons i Duran, natural de Cortàs.
Fou un destacat davanter del FC Espanya, on jugà entre 1906 i 1912. L'any 1909 reforçà el RCD Espanyol en el Torneig de l'Exposició Regional Valenciana, i el 1910 reforçà el FC Barcelona durant la primera edició de la Copa dels Pirineus l'any 1910. El 9 de febrer de 1910 va disputar un partit amb la selecció de Catalunya enfront del FC Barcelona, al camp del carrer Indústria, amb victòria del Barcelona per 3 a 2.
Va morir molt jove, l'any 1917 a causa d'una malaltia. El diumenge 27 maig de 1917 s'organitzà un festival d'homenatge en benefici seu, on participaren equips com l'Espanyol, Sabadell, Atlètic Sabadell, Internacional, Universitari i Espanya.